# Maria-Joëlle Conjungo
Maria-Joëlle Conjungo, född 14 juli 1975, är en friidrottare från Centralafrikanska republiken. Hon deltog vid olympiska sommarspelen 2000 och olympiska sommarspelen 2004.